# Don King
Donald King, mais conhecido como Don King (Cleveland, Ohio, 20 de agosto de 1931) é um Norte americano que foi produtor musical do grupo Jackson 5 e empresário do ex-pugilista Mike Tyson.
Ele tem sido uma figura controversa, em parte devido a uma condenação por homicídio culposo (mais tarde perdoado) e a processos civis contra ele.
King promoveu alguns dos nomes mais proeminentes do boxe, incluindo Muhammad Ali, Joe Frazier, George Foreman, Larry Holmes, Tomasz Adamek, Mike Tyson, Evander Holyfield, Chris Byrd, John Ruiz, Julio César Chávez, Ricardo Mayorga, Andrew Golota, Bernard Hopkins, Félix Trinidad, Roy Jones Jr., Azumah Nelson, Marco Antonio Barrera, e a ícone do box feminino, Christy Martin. Alguns desses boxeadores o processaram por supostamente fraudá-los. A maioria dos processos foi resolvida fora do tribunal.

King foi acusado de matar duas pessoas em incidentes com 13 anos de diferença. Em 1954, King atirou nas costas de um homem depois de vê-lo tentando roubar uma de suas casas de jogo; este incidente foi considerado homicídio justificável. Em 1967, King foi condenado por homicídio voluntário por pisotear um de seus funcionários até a morte.  Por isso, ele cumpriu três anos e onze meses de prisão. Em 1983 ele foi perdoado pelo governador de Ohio, James A. Rhodes.